# 布斯費爾
35°42′39″N 0°48′38″W / 35.71083°N 0.81056°W

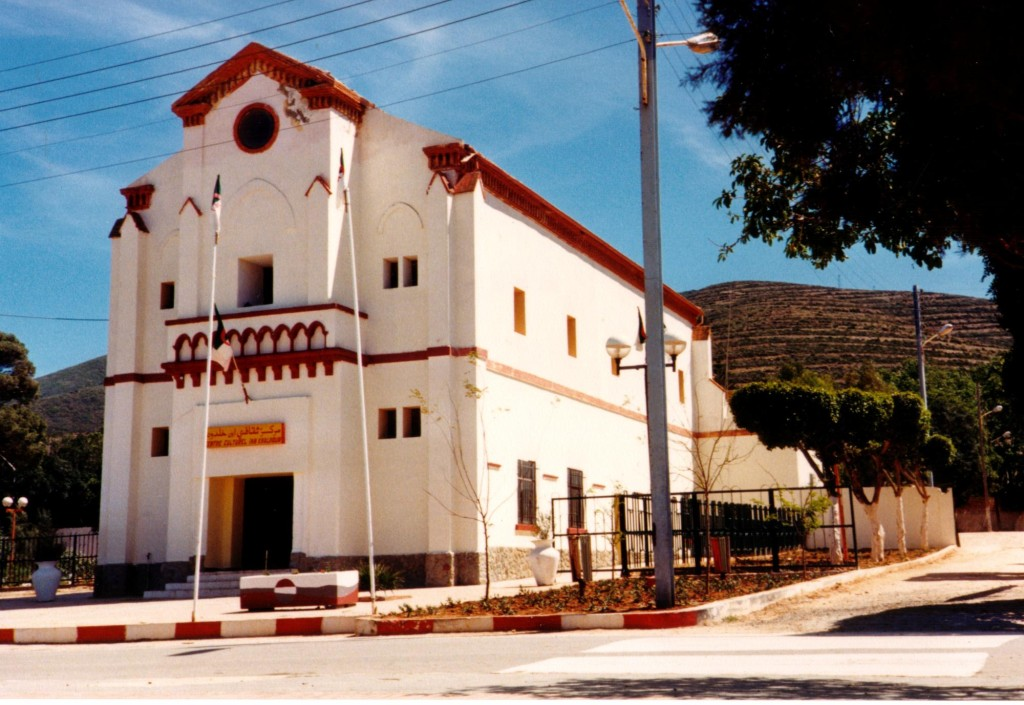
布斯費爾的教堂

布斯費爾（阿拉伯语：‎），是阿爾及利亞的城鎮，位於該國西北部奧蘭省，由艾因埃爾特克區負責管轄，面積46平方公里，2009年人口18,361，人口密度每平方公里397人。